# Ted Haraldsson
Ted Haraldsson, född 12 januari 1990, är en svensk bandyspelare, som spelar i IK Sirius från och med säsongen 2019/20.
Han inledde sin seniorkarriär i Sandvikens AIK 2007/08, dit han flyttat för att gå bandygymnasium. Han vann flera SM-guld med klubben och hann spela 374 matcher, göra 78 mål och 175 assist i sitt tröjnummer 23.
När Haraldsson lämnade Sandvikens AIK 2019 var han den spelare som varit längst sammanhängande period i klubben och den som spelat tionde flest seriematcher i dess historia.

## Karriär
- Svensk mästare 2011, 2012 och 2014